# Villa Mantero
Villa Mantero est une localité rurale argentine située dans le département de Paraná et dans la province d'Entre Ríos.

## Religion
| Diocèse   | Gualeguaychú        |
| --------- | ------------------- |
| Paroisses | San Miguel Arcángel |